# ديفيد لاندو (صحفي)
ديفيد لاندو (بالعبرية: דוד לנדאו‏) هو صحفي إسرائيلي، ولد في 1947 في المملكة المتحدة، وتوفي في 27 يناير 2015 في القدس في إسرائيل.

## وصلات خارجية
- ديفيد لاندو على موقع IMDb (الإنجليزية)